# Élections générales espagnoles d'avril 2019 à Ceuta
Les élections générales espagnoles d'avril 2019 (en espagnol : Elecciones generales de España de abril de 2019) se sont tenues le dimanche 28 avril 2019 afin d'élire les 350 députés et 208 des 266 sénateurs de la XIIIe législature des Cortes Generales. 1 député est élu à Ceuta.

## Résultats
| Parti                  | Parti                                    | Voix   | %     | +/-   |  |
| ---------------------- | ---------------------------------------- | ------ | ----- | ----- |  |
|                        | Parti socialiste ouvrier espagnol (PSOE) | 13 800 | 36,32 | 13,70 |  |
|                        | Vox                                      | 9 092  | 23,93 | 23,48 |  |
|                        | Parti populaire (PP) (sortant)           | 8 147  | 21,44 | 30,42 |  |
|                        | Ciudadanos (Cs)                          | 4 546  | 11,97 | 0,46  |  |
|                        | Unidas Podemos (UP)                      | 1 838  | 4,84  | 6,01  |  |
|                        | Recortes Cero-Grupo Verde (RC-GV)        | 157    | 0,41  | 0,03  |  |
|                        | Por un Mundo más Justo (PUM+J)           | 87     | 0,23  | Nv.   |  |
|                        | Vote blanc                               | 324    | 0,85  | 0,17  |  |
|                        |                                          |        |       |       |  |
| Suffrages exprimés     | Suffrages exprimés                       | 37 991 | 98,81 |       |  |
| Votes nuls             | Votes nuls                               | 459    | 1,21  |       |  |
| Total                  | Total                                    | 38 450 | 100   | -     |  |
| Abstention             | Abstention                               | 24 130 | 38,56 |       |  |
| Inscrits/Participation | Inscrits/Participation                   | 62 580 | 61,44 |       |  |